# Томские мельницы
Томские мельницы — российская  компания пищевой промышленности. Полное наименование — ОАО "АК «Томские мельницы». Расположена в городе Томск.
Предприятие выпускает пшеничную и ржаную муку; манную, пшеничную, овсяную крупы; отруби; комбикорма.
Генеральный директор компании — Дмитрий Евгеньевич Рубцов (с 2022 года).
Производство расположено в городе Томск на ул. Мельничная, 40.

## История
История развития предприятия началась с 1907 года, когда в Томске на правом берегу реки Томи купцом Фуксманом была построена первая в городе мельница (в настоящее время мельзавод № 2), разместившаяся в пятиэтажном краснокирпичном производственном здании. Каменные склады и службы были построены по проекту и под наблюдением видного томского архитектора А. И. Лангера. Оборудование для мельницы закупали в России и за границей — вальцевые станки, вейки «Корона», рассева и просевные машины. В машинном зале установили паровую машину «Тандем-компаунд» мощностью 300 л.с., в котельном отделении котел Шухова.
Весной 1907 года в газете «Сибирская жизнь» появилась информация: «Сего 9 апреля открывается торговля крупчаткой вновь устроенной мельницы Фуксмана, лавка на Базарной площади, где и раньше производилась торговля».
Мельница Г. И. Фуксмана вырабатывала в сутки 2500 пудов муки (40 тонн) четырёх сортов. По производительности к числу рабочих (50-70 человек) это была одна из самых крупных мельниц Западной Сибири, только некоторые аналогичные предприятия Ново-Николаевска, Омска и Кургана превосходили её.
Мукомольное производство обеспечивало неплохие прибыли. К нему обращались и такие видные томские предприниматели как Кухтерины, владельцы винокуренного завода и спичечной фабрики. Так, в 1913 году купцом Кухтериным по соседству была построена другая мельница — в настоящее время мельзавод № 1. Мельничный корпус представляет собой пятиэтажное здание железобетонной рамной конструкции с заполнением стен кирпичной кладкой. Это здание отличается от здания мельзавода № 2 более строгими линиями и формой, принимает черты промышленного типа. Производительность мельницы была 82 тонны в сутки.
Зерно для переработки обе мельницы закупали на Алтае и в местностях вдоль линии Сибирской железной дороги. Покупая по преимуществу на наличные (поскольку банковский кредит был дорог), томские мукомолы, хотя и оказывались несколько ограниченными в средствах, зато имели возможность получать лучшее сырье, и это естественно обеспечивало и лучшее качество муки.
Ежегодно из Томска на восток — в Енисейскую и Красноярскую губернии и в Забайкалье — вывозилось до 1 миллиона пудов муки (16 000 т), на месте, в Томске и Томском уезде, потреблялось до 2 миллионов пудов. Вся эта мука производилась на мельницах Фуксмана и Кухтерина, а также нескольких подобных предприятий поменьше.
В 1918-1919 годах, когда власть в Сибири принадлежала сначала антибольшевистскому Временному Сибирскому правительству, f затем — Верховному правителю А. В. Колчаку, владельцы томских мельниц А. Е. Кухтерин, Г. И. Фуксман, а также А. В. Горохов объединились в товарищество «Томские мукомолы», чтобы совместно решать очень трудные проблемы заготовки зернового сырья. Получив правительственную ссуду в начале 1919 года, «Томские мукомолы» смогли начать заготовки на Алтае и возобновить сортовой размол (одно время приходилось молоть овёс). Муку ежемесячно поставляли в продажу только по карточкам — по 10-15 фунтов (4-6 кг) на человека в месяц. Цена первача в конце 1919 года составляла 70-90 руб. за пуд (более низкие сорта стоили дешевле), тогда как на базаре требовали за такую же муку по 300—400 руб.
В конце декабря 1919 года в Томск вошли части Красной Армии, была восстановлена советская власть. Чуть больше месяца спустя были подвергнуты аресту и заключены в концентрационный лагерь «до окончания гражданской войны» вместе с другими томскими предпринимателями Александр Евграфович Кухтерин и Григорий Ильич Фуксман (дальнейшая судьба первого пока неизвестна, второго в 1937 году расстреляли как «врага народа»).
После Октябрьской революции мельничные заводы были национализированы и на их базе создали мельничный комбинат.
В середине 1920-х годов численность производственного персонала на обеих мельницах увеличилась почти до 200 человек, выработка муки и другой продукции возросла до 27 000 тонн в год, почти девять десятых этого объёма составляла пшеничная сортовая мука.
Техническое оборудование обеспечивало пока рост объёма производства. Озабоченность вызывала система доставки сырья и отправки готовой продукции. Зерно с прибывших речных судов разгружалось, как встарь, вплечевую — с наборкой в мешки и высыпкой в склады, с железнодорожной станции Томск 2, зерно доставляли на лошадях, на них же перевозили сырье и готовую продукцию по территории мельниц — от мельзаводов в склады.
После ряда реорганизаций томские мельницы соединились в одно предприятие Томское заводоуправление томских мельзаводов № 6 и № 7 треста «Росглавмука» Наркомторга (в конце 1930-х — наркомата заготовок). При этом номер 6 был присвоен бывшей кухтеринской, номер 7 — фуксмановской мельнице.
В 1927 году к мельницам была проложена железная дорога протяженностью 7 км. Первая большая реконструкция предприятия была начата в 1936 году — вместо деревянных зерновых складов между заводами были построены следующие объекты: элеватор емкостью 40 тысяч тонн зерна, зерносушилка, приемные устройства с железнодорожного и автогужевого транспорта. Весь этот комплекс был сдан в эксплуатацию в 1941 году.
Строительство элеватора и новых цехов объединило два завода в комплексное предприятие — мельничный комбинат.
Сразу после начала войны была перестроена производственная программа: 11 июля 1941 года завод № 6 перевели с сортового помола на обойный, выпускалась мука второго сорта и ниже. Порой, как это случилось в 1943-м, 1944-м, едва ли не все два года вырабатывалась только овсяная мука. На заводе № 7 также преобладал обойный помол, хотя допускался отбор манки и муки 1 сорта. В 1943-1944 годах действовал крупоцех, выпускавший овсяную крупу. Суточная производительность в годы войны на заводе № 7 была выше довоенной — 237 тонн обойного помола, а на заводе № 6 она понизилась до 261 тонны.
Перебои в поставках зерна, частое отсутствие тары, регулярные отключения электроэнергии — все это стало в военные годы почти обычным, но люди работали, стремясь во что бы то ни стало выполнить план, дать продукцию сверх плана. 
После 1945 года комбинат снова проводит целый ряд организационно — технических мероприятий и реконструкцию основных производственных цехов. На территории комбината строится крупный комбикормовый завод, строится новое выбойное отделение при мельзаводе № 1, построен гараж, полностью механизирована загрузка всех складов мукой и погрузка её на железнодорожный и автомобильный транспорт, построен красный уголок, столовая, душевые, склад бестарного хранения муки емкостью 500 тонн, трехэтажный склад муки на 3 500 тонн, построены новые жилые дома, детский комбинат на 140 мест.
В 1951 году произошла электрификация завода № 6, позже перешли на использование электромоторов и на заводе № 7. В 1952-м построили ещё один склад (однако и он не решил проблему складирования и проблему тары), установили новые зерноочистительные машины. В начале 1950-х на мельзаводах появился наконец-то автотранспорт, который вытеснил гужевой (в июле 1941-го мельницам была передана автобаза с 14 автомашинами, но их сразу же мобилизовали и завод остался ни с чем). В 1951-м приобрели два самосвала и одну грузовую машину общей грузоподъемностью в 7,5 тонн. Пять лет спустя имелось уже 11 автомашин, два катера, появился даже собственный трактор.
Середина 1950-х годов стала для мельзаводов периодом стабилизации: регулярно выполнялись и перевыполнялись годовые и пятилетние планы. Годовое производство составляло 130—150 тыс. тонн сортовой пшеничной, а также ржано-обойной, овсяной муки. Предприятие укрепило свою материальную базу, вело жилищное строительство, формировало социально-культурный центр.
В 1958 году предприятие перешло в ведение Томского областного управления хлебопродуктов и стало называться «Томские мельзаводы», позже «Томский мелькомбинат» (а с 1975 года — «Комбинат хлебопродуктов»). Это название отразило дальнейшее расширение предприятия: к действующим заводу № 1 (возникшему как мельница Кухтерина) и заводу № 2 (быв. Фуксмана) добавился комбикормовый завод. В течение 1955-1961 годов на территории мельниц было выстроено 6-этажное железобетонное здание, в котором расположился цех по производству комбикормов, склад сырья и готовой продукции. Оборудование его позволяло принимать зерно с автотранспорта и с железной дороги и на эти же виды транспорта отпускать готовую продукцию. Со временем в корпусе было создано выбойное отделение, а в 1990 году вошел в строй трехэтажный склад комбикормового завода: в ко¬тором разместилось и новое выбойное отделение. Производительность комбикормового завода составляет ныне 430 тонн в сутки.
Произошла модернизация элеватора, оборудование его новой техникой, что значительно повысило его производительность. Техническое перевооружение мельничного производства началось в1989 году и длилось около пяти лет. Первоначально оно коснулось завода № 2, где с сентября 1989-го происходила замена технологического, транспортного, весового, аспирационного оборудования более новым и совершенным. Два года спустя завод был полностью обновлен и стал выпускать муку высшего, первого и второго сортов общим объёмом 250 тонн зерна в сутки. Одновременно производится отбор пшеничной крупы «Полтавская».
В 1992 году приступили к перевооружению завода № 1, длившееся до апреля 199З-го, когда приступили к производству продукции — также 250 тонн ежесуточно трехсортной муки 75 % помола. В феврале 1994 года на заводе № 1 была смонтирована линия диетических отрубей и лини отбора зародышевых хлопьев, пользующихся большим спросом у населения.
В цехе фасовки муки, где с 1983 года установлен фасовочный автомат, смонтирована линия изготовления вермишели, мощность которой была вскоре увеличена за счет установки пресса марки ЛПМ-2М.
В сентябре 1993 года начались строительные работы по сооружению мельницы № 3, ввод в эксплуатацию которой состоялся в начале февраля 1994-го. На новом мельзаводе налажена более простая и гибкая технология, позволяющая выпускать обойную, обдирную и сеяную муку в объёмах до 100 тонн в сутки.
В 1997 году было приобретено здание по ул. Мельничной 40/2, которое также расположено на территории предприятия, но принадлежало «Хлебопродуктам». В этом здании расположена была действующая пекарня, производительность которой составляла 800 кг хлеба в сутки.
Одновременно со строительством и тех. перевооружением мельничных заводов и основных производств, проводилась реконструкция противопожарного снабжения водой, с этой целью были построены новые линии водопровода и канализации, а в районе мельзавода № 1 — противопожарный водоём ёмкостью 500 м³. В это же время была смонтирована линия центрального теплоснабжения.
Наряду с производственным строительством предприятие осуществляло и жилищное строительство.
В 1992 году было закончено строительство и сдан в эксплуатацию девятиэтажный 14З-х квартирный дом в микрорайоне комбината, что позволило обеспечить жильем около двухсот работников предприятия.
В 2000 году был открыт филиал "Сельхозпредприятие «Вороновское» в с. Вороново Кожевниковского района.
В 2005-м предприятию присуждено почетное звание «Лучшая мельница России», а через год в 2006-м году на Всероссийском смотре была получена награда ГРАН-ПРИ за качество муки высшего сорта. Предприятие сертифицировано по международному стандарту ГОСТ Р ИСО. В 2000—2007 годах проводились «Системы менеджмента качества».
И в 2007 была получена высшая награда в сфере производства продовольствия «3а изобилие и процветание России».

## Продукция
Мука пшеничная хлебопекарная:
- высший сорт фасовка 50 кг, 25 кг, 10 кг, 5 кг, 3 кг, 2 кг, 1 кг.
- первый сорт фасовка 50 кг, 25 кг
- второй сорт фасовка 50 кг, 25 кг

Мука ржаная:
обдирная, обойная: фасовка 45 кг.
Комбикорма:
для всех видов с/х животных и птицы,
Отруби пшеничные.